# Danh sách máy bay thử nghiệm
Đây là một danh sách máy bay thí nghiệm. Đa số máy bay được thử nghiệm khi nó còn là thiết kế đầu tiên, vì vậy danh sách này sẽ tập trung vào những thiết kế đáng chú ý mà chưa bao giờ được sản xuất hàng loạt và các phiên bản thử nghiệm khác cũng chưa bao giờ được làm.
Trong các thiết kế của Hoa Kỳ, danh sách này sẽ tập trung chủ yếu trên các máy bay mang ký hiệu "X" cho một loạt các thiết kế, như một tiền tố cho thiết kế đầu, sản xuất trước đó, hay máy bay thử nghiệm.

## Các mẫu máy bay "X" của Hoa Kỳ

### Thiết kế hoàn toàn chỉ là thí nghiệm
- X-1
- X-2 Starbuster
- X-3 Stiletto
- X-4 Bantam
- X-5
- X-6
- X-7
- X-8
- X-9 Shrike
- X-10
- X-11
- X-12
- X-13 Vertijet
- X-14
- X-15
- X-16
- X-17
- X-18
- X-19
- X-20 Dyna-Soar
- X-21
- X-22
- X-23
- X-24
- X-25
- X-26 Frigate
- X-27 Lancer
- X-28 Sea Skimmer
- X-29
- X-30
- X-31 Chương trình tăng cường khả năng cho máy bay chiến đấu
- X-32
- X-33
- X-34
- X-35
- X-36
- X-37
- X-38
- X-39
- X-40
- X-41 Common Aero Vehicle
- X-42 Pop-Up Upper Stage
- X-43
- X-44 MANTA
- X-45
- X-46
- X-47 Pegasus
- X-48
- X-49
- X-50 Dragonfly
- X-51
- X-53 máy bay thử nghiệm cánh co giãn tích cực (Active Aeroelastic Wing (AAW))

### Các thiết kế có ký hiệu XA
Mẫu thử nghiệm hay máy bay tấn công thử nghiệm
- Douglas XA-26
- Douglas XA-26A
- Douglas XA-26B
- XA-27 to XA-30 - không sử dụng
- Vultee XA-31A
- Vultee XA-31B
- Vultee XA-31C
- Brewster XA-32
- Brewster XA-32A
- XA-33 to XA-37 - không sử dụng
- Beech XA-38 Grizzly
- XA-39, XA-40 - không sử dụng
- Convair XA-41
- XA-42 đến XA-45 - không sử dụng

### Các thiết kế có ký hiệu XB
Mẫu thử nghiệm hay máy bay ném bom thử nghiệm
- North American XB-25E
- North American XB-25F
- North American XB-25G
- Martin XB-27D
- Martin XB-26H
- Martin XB-27
- North American XB-28
- Boeing XB-29
- Lockheed XB-30
- Douglas XB-31
- Consolidated XB-32 Dominator
- Martin XB-33
- Martin XB-33A Super Marauder
- XB-34- không sử dụng; xem B-34 Lexington
- Northrop XB-35
- Convair XB-36
- XB-37 - không sử dụng; xem B-37
- Boeing/Lockheed Vega XB-38
- Boeing XB-39
- Boeing/Lockheed Vega XB-40
- Consolidated XB-41
- Douglas XB-42 Mixmaster
- Douglas XB-43 Jetmaster
- Boeing/Pratt & Whitney XB-44
- North American XB-45 Tornado
- Convair XB-46
- Boeing XB-47 Stratojet
- Martin XB-48
- Northrop XB-49
- XB-50 - không sử dụng
- Martin XB-51
- Boeing XB-52
- Convair XB-53
- XB-54- không sử dụng
- Boeing XB-55
- XB-56 - không sử dụng
- XB-57 - không sử dụng
- Convair XB-58 Hustler
- Boeing XB-59
- Convair XB-60
- XB-61 - không sử dụng
- XB-62 - không sử dụng
- XB-63 - không sử dụng
- XB-64 - không sử dụng
- XB-65 - không sử dụng
- XB-66 - không sử dụng
- XB-67 - không sử dụng
- Martin XB-68
- XB-69 - không sử dụng
- North American XB-70 Valkyrie
- XB-71 - không sử dụng
- XB-72 - không sử dụng
- XB-73 - không sử dụng
- XB-74 - không sử dụng
- XB-75 - không sử dụng
- XB-76 - không sử dụng
- XB-77 - không sử dụng
- XB-78 - không sử dụng

### Các thiết kế có ký hiệu XC
- LTV XC-142

### Các thiết kế có ký hiệu XF
Các thiết kế này gồm các máy bay phát triển thành máy bay chiến đấu sau Chiến tranh thế giới II, khi Không quân Hoa Kỳ thay tiền tố "P" thành "F" cho máy bay chiến đấu.
- XF-80 - không sử dụng
- Convair XF-81
- XF-82 - không sử dụng
- Bell XF-83
- Republic XF-84H "Thunderscreech" - thay đổi từ 2 chiếc F-84 Thunderjet, biến động cơ cũ thành động cơ phản lực cánh quạt tốc độ siêu âm
- McDonnell XF-85 Goblin
- XF-86 - không sử dụng
- Curtiss XF-87 Blackhawk
- McDonnell XF-88
- Northrop XF-89
- Lockheed XF-90
- Republic XF-91 Thunderceptor
- Convair XF-92
- XF-93 to XF-102 - không sử dụng
- Republic XF-103 Thunderwarrior
- Lockheed XF-104
- XF-105 to XF-107 - không sử dụng
- North American XF-108
- Bell XF-109
- XF-110 to XF-117 - không sử dụng

### Các thiết kế có ký hiệu XP
Các thiết kế này được dùng cho các mẫu máy bay chiến đấu được phát triển đến khi kết thúc chiến tranh thế giới II. Vào năm 1947, không quân Mỹ đã thay thế tiền tố "P" thành tiền tố "F" cho máy bay chiến đấu.
- Bell XP-76
- Bell XP-77
- XP-78 - lúc đầu sử dụng động cơ Merlin cho P-51 Mustang, thay đổi thành XP-51Btruwowcs khi hoàn thành
- XP-79 Flying Ram

## Các thiết kế của Hoa Kỳ không dùng tiền tố X
- Boeing
  - Boeing Bird of Prey - Chim ăn thịt Boeing
  - Boeing Skyfox - Cáo trời Boeing
- Douglas D-588-I Skystreak
- Douglas D-588-II Skyrocket
- FALCON
- Goodyear Inflatoplane
- Lockheed Have Blue
- NASA M2-F1
- Northrop
  - Northrop HL-10
  - Northrop M2-F2
  - Northrop M2-F3
  - Northrop Tacit Blue
- Scaled Composites
  - Boomerang
  - Proteus

## Vương quốc Anh
Bao gồm các máy bay nghiên cứu, các dự án của công ty tư nhân và các mẫu được sản xuất trong cạnh tranh giành hợp đồng với Bộ hàng không.
- Armstrong Whitworth A.W.52
- Avro 
  - Avro 707
- Blackburn B-20
- Boulton Paul
  - Boulton Paul P.111
  - Boulton Paul P.120
- Bristol Aircraft Ltd
  - Bristol 188
  - Bristol Brabazon
- British Aerospace EAP
- de Havilland Swallow
- English Electric P1A
- Fairey 
  - Fairey Delta 1
  - Fairey Delta 2
  - Fairey Rotodyne
- General Aircraft GAL.56
- Gloster E.28/39
- Handley Page
  - Handley Page Manx
  - Handley Page HP.88 - Được cung cấp các thông số hỗ trợ từ việc phát triển Handley Page Victor
  - Handley Page HP.115 - Nghiên cứu cánh tam giác có tốc độ chậm
- Hawker 
  - Hawker P.V.4 - Không thành công do không giành được hợp đồng với chính phủ
  - Hawker Hotspur - Không thành công do không giành được hợp đồng với chính phủ
  - Hawker P.1072
  - Hawker P.1052
  - Hawker P.1081
  - Hawker P.1127
- Miles Libellula
- Saunders Roe
  - Saunders-Roe SR.A/1
  - Saunders-Roe SR.53
  - Saunders-Roe SR.177
- Short Brothers
  - Short Shetland
  - Short Sperrin
  - Short SB.1
  - Short SB5
  - Short Sherpa
  - Short SC.1
- TSR-2
- Westland-Hill Pterodactyl

## Các thiết kế khác
- Avro Canada
  - Avrocar
- EADS Barracuda
  - Hypersonic Technology Vehicle
  - Small Launch Vehicle
  - Hypersonic Cruise Vehicle
- FanWing
- Helios Prototype
- HiMAT
- Nord 1500 Griffon
- Dự án lực đẩy mặt trời